# Sylvia Kuumba Williams
Sylvia Williams, detta Kuumba (New York, 28 ottobre 1941 – New Orleans, 17 luglio 2001), è stata un'attrice e cantante statunitense.
È nota soprattutto per aver interpretato "Big Bertha" Williams nella produzione dell'Off Broadway del 1979 e di Londra del 1981 del musical One Mo' Time. Rimase nel musical anche per il tour europeo che toccò Germania, Grecia, Italia, Svezia e Francia, oltre che Bahamas e Australia. Per la sua interpretazione venne candidata al Laurence Olivier Award alla migliore attrice in un musical.

## Filmografia
- Sounder, regia di Martin Ritt (1972)
- Obsession - Complesso di colpa (Obsession), regia di Brian De Palma (1976)
- Bronx 41º distretto di polizia (Fort Apache, The Bronx), regia di Daniel Petrie (1981)
- L'isola dell'amore (Grand Isle), regia di Mary Lambert (1991)